# Bárbara Saavedra
Bárbara Saavedra (Valparaíso, 1967) es una bióloga y ambientóloga chilena que promueve la preservación del patrimonio natural de Chile y el cuidado de su biodiversidad a través de distintas iniciativas.
Todo su trabajo está orientado a concienciar sobre el bienestar humano, su relación con el cuidado del medioambiente y la importancia de la biodiversidad, así como el desarrollo de una gestión efectiva de su conservación.

## Biografía
Bárbara Saavedra  es doctorada en Ecología y Biología Evolutiva en la Facultad de Ciencias de la Universidad de Chile. Durante los años noventa investigó el espacio central de Chile y la disminución de la densidad de población como consecuencia de las actividades productivas. Para ella el problema radica en que hemos ido deteriorando la atmósfera, almacenando combustibles fósiles en forma de gas sin cuidar de nuestro entorno natural. Como consecuencia dos de los problemas cruciales a los que hacemos frente en la actualidad son la pérdida de organismos que habitan el planeta y el cambio climático están unidos, ya que es la naturaleza la encargada de aprehender carbono y sacarlo de la atmósfera.
Bárbara Saavedra promueve iniciativas de biodiversidad y cuidado del medioambiente tanto como miembro del Consejo Nacional para la Innovación y Desarrollo, el Consejo Chile-California o como miembro del Consejo Consultivo del Ministerio del Medio Ambiente. Desde 2015 además pertenece al Consejo Consultivo del Instituto Nacional de Derechos Humanos. Dirige desde 2005 Wildlife Conservation Society (WCS) en Chile apoyando el conocimiento y la valoración de los distintos espacios de la región.
Goldman Sachs donó 272.000 hectáreas a WCS y llevaron a cabo el Proyecto del parque Karukinka en Tierra de fuego, una de las islas más inalteradas de Chile, que han transformado en un aula y laboratorio natural donde científicos estudian la conservación y el uso sostenible de recursos monitorizando a especies tanto terrestres como marina, hongos, fauna, minerales y análisis de turberas de Tierra del Fuego entre otros.
En 2018 WCS consiguió que el fiordo del Seno Almirantazgo, con gran riqueza endémica y productividad biológica, se convirtiera en un Área Marina Costera Protegida de Múltiples Usos, la primera en el archipiélago de Tierra del Fuego.
En 2021 a partir de un trabajo colectivo y colaborativo que recogía distintas propuestas Bárbara Saavedra publicó el libro Una Constitución Socioecológica para Chile: Propuestas integradas., elaborado junto a Liliana Galdámez y Salvador Millaleo. El objetivo con este trabajo era poner de manifiesto los principios medioambientales y ecológicos que obligatoriamente debiera tener la Constitución de Chile reconociendo la relación entre ordenamiento social y jurídico entre los seres humanos y la naturaleza.
Bárbara Saavedra mantiene que para garantizar el bien común es necesario incorporar el mundo natural a la discusión política y afirma que

La ausencia de una ley de biodiversidad y áreas protegidas ha provocado que nuestro país... 25 años atrasados con respecto a otros países de nuestra región (...)

### Algunas de sus publicaciones
- 2021. Ecosistemas de montaña de la cuenca alta del río Mapocho[11]